# Isabelle Regnier
Vous êtes invité à donner votre avis sur cette page de discussion, de manière argumentée en vous aidant notamment des critères d’admissibilité ou en présentant des sources extérieures et sérieuses.  
Après avoir apposé le modèle {{Admissibilité}} sur une page, suivez les étapes expliquées sur Wikipédia:Débat d'admissibilité/Aide :
| 1. | Créez la page de débat d'admissibilité.                                                                      | Sauvegardez d’abord la page pour l’initialiser puis indiquez votre motivation.          |
| 2. | Important : ajoutez une entrée dans la section Débat d'admissibilité du jour.                                | Utilisez ce texte : *{{L\|Isabelle Regnier}}                                            |
| 3. | Pensez à informer les contributeurs principaux de la page et les projets associés lorsque cela est possible. | Utilisez ce texte : {{subst:Avertissement débat d'admissibilité\|Isabelle Regnier}}~~~~ |

 (septembre 2021).
 (avril 2025).
Il peut être nécessaire de l'améliorer pour respecter le principe de neutralité de point de vue. Veuillez consulter la page de discussion pour plus de détails.

Isabelle Regnier est une journaliste, critique de cinéma, critique d'architecture et réalisatrice française née en 1974.

## Biographie
Après des études d'économie, Isabelle Regnier intègre Sciences Po Paris puis obtient un master de muséologie à New York University. Elle collabore aux Cahiers du cinéma (2000-2001) ; rédactrice en chef de la chaîne de cinéma Ciné Info de 2001 à 2002, elle rejoint Le Monde en 2002, en tant que critique cinéma.
Dans le livre Cannes confidentiel. Sexes, drogues et cinéma, Xavier Monnier évoque les situations ambiguës auxquelles les journalistes de sexe féminin sont parfois confrontées au cours du festival cannois. Isabelle Regnier qui « fait ses premiers pas sur la Croisette en 2001 sous la bannière des Cahiers du cinéma » confirme : "Elle réalisait un reportage sur le Marché du film. Elle a récolté autant d'invitations aux soirées que d'avances peu subtiles ».
En 2009, elle réalise son premier long métrage, La rue est à eux, un documentaire consacré au lancement du site d'information Rue89. En 2012, elle réalise un deuxième documentaire, Pièce Montée, sur l'institution du mariage.
En 2018, elle devient responsable de la rubrique Architecture et Patrimoine du Monde, et rédige de nombreux articles mettant en relation le rôle de l'architecture avec les nécessités de réhabilitation urbaine comme avec les enjeux sociétaux et politiques qu'elle porte,,. Son travail éclaire avec d'autres la réalité de ce qu'on nomme précipitamment aujourd'hui la gentrification et les problématiques de mixité sociale.
Isabelle Regnier a participé à la rédaction de trois ouvrages. Le premier, consacré à Jacques Rozier, a été publié aux éditions des Cahiers du cinéma. Les deux autres portent respectivement sur le travail des femmes architectes et l'architecture de la fondation danoise, à la Cité Universitaire internationale.

## Publications
- Jacques Rozier. Le Funambule (collectif, sous la direction d'Emmanuel Burdeau), Éditions des Cahiers du cinéma, 2001[11].
- Elles construisent, portraits d’architectes franciliennes, Maison de l’architecture d’Ile-de-France, 2024.
- La Fondation danoise : Kaj Gottlob, Éditions Still, 2025.

## Filmographie
- 2010 : La rue est à eux
- 2012 : Pièce montée[12]